# Gagrellula
Gagrellula is een geslacht van hooiwagens uit de familie Sclerosomatidae.
De wetenschappelijke naam Gagrellula is voor het eerst geldig gepubliceerd door Roewer in 1910. 

## Soorten
Gagrellula omvat de volgende 67 soorten:
- Gagrellula aborana
- Gagrellula albatra
- Gagrellula albicoxa
- Gagrellula albifrons
- Gagrellula albilineata
- Gagrellula albitarsis
- Gagrellula andamana
- Gagrellula annulata
- Gagrellula atra
- Gagrellula aurilimbata
- Gagrellula auropunctata
- Gagrellula bicolor
- Gagrellula bimaculata
- Gagrellula bipunctata
- Gagrellula brunnea
- Gagrellula chamberlini
- Gagrellula circulata
- Gagrellula conspersa
- Gagrellula convexa
- Gagrellula crux
- Gagrellula cuncimaculata
- Gagrellula cuprilucens
- Gagrellula curvispina
- Gagrellula didyma
- Gagrellula fasciata
- Gagrellula ferruginea
- Gagrellula frontalis
- Gagrellula fuscanalis
- Gagrellula geminata
- Gagrellula gertschi
- Gagrellula giltayi
- Gagrellula grandis
- Gagrellula granulata
- Gagrellula heinrichi
- Gagrellula indigena
- Gagrellula johorea
- Gagrellula kubotai
- Gagrellula laeviscutum
- Gagrellula leucanta
- Gagrellula lomanii
- Gagrellula luteipalpis
- Gagrellula luteomaculata
- Gagrellula melanotarsus
- Gagrellula metallica
- Gagrellula montana
- Gagrellula niasensis
- Gagrellula niveata
- Gagrellula opposita
- Gagrellula orissa
- Gagrellula palawana
- Gagrellula palnica
- Gagrellula parra
- Gagrellula pulverulenta
- Gagrellula riridula
- Gagrellula rufifrons
- Gagrellula rufoscutum
- Gagrellula saddlana
- Gagrellula scabra
- Gagrellula schenkeli
- Gagrellula siberutiana
- Gagrellula simaluris
- Gagrellula simla
- Gagrellula simplex
- Gagrellula trichopalpis
- Gagrellula unicolor
- Gagrellula virescens
- Gagrellula vittata